# Conferenza unificata
La Conferenza unificata è un organismo giuridico italiano. Essa è disciplinata dal decreto legislativo 28 agosto 1997, n. 281, emanato in attuazione della legge statale 15 marzo 1997, n. 59.

## Composizione e competenze
Si compone della Conferenza Stato-Regioni e della Conferenza Stato-città ed autonomie locali. Partecipa ai processi decisionali che coinvolgono materie di competenza dello Stato e delle regioni, al fine di favorire la cooperazione tra l'attività statale e il sistema delle autonomie, esaminando le materie e i compiti di comune interesse, svolgendo anche funzioni consultive.
È competente in tutti casi in cui la conferenza Stato-regioni e la conferenza Stato-città ed autonomie locali sono chiamate ad esprimersi su un medesimo oggetto (art. 9, comma 2, del d. lgs. 281/1997).

## Conferenza permanente per il coordinamento della finanza pubblica
Nell'ambito della Conferenza unificata opera la Conferenza permanente per il coordinamento della finanza pubblica, istituita dal decreto legislativo 6 maggio 2011, n. 68, e insediatasi il 10 ottobre 2013.